# Bisterschied
Bisterschied là một xã thuộc huyện Donnersberg, trong bang Rheinland-Pfalz, phía tây nước Đức. Xã Bisterschied có diện tích 5,16 km², dân số thời điểm ngày 31 tháng 12 năm 2006 là 266 người.